# زندآباد
زندآباد یکی از روستاهای استان آذربایجان شرقی است که در دهستان اوچ‌هاچا بخش مرکزی شهرستان اهر واقع شده‌است. این روستا ۹۷۵ نفر جمعیت دارد.